# Untermarkt (Freiberg)

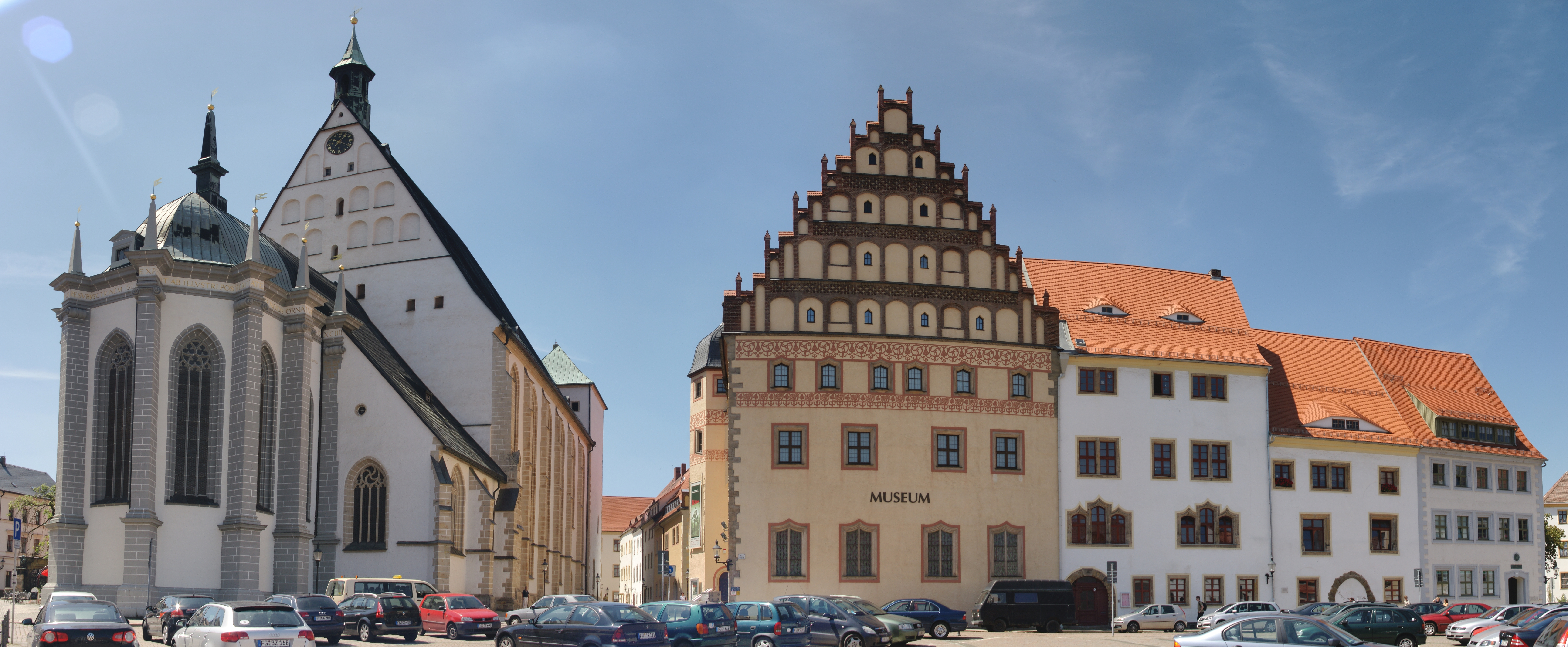
Untermarkt mit Dom und Bergbaumuseum (2009)

Das Museum (Postkarte um 1910)

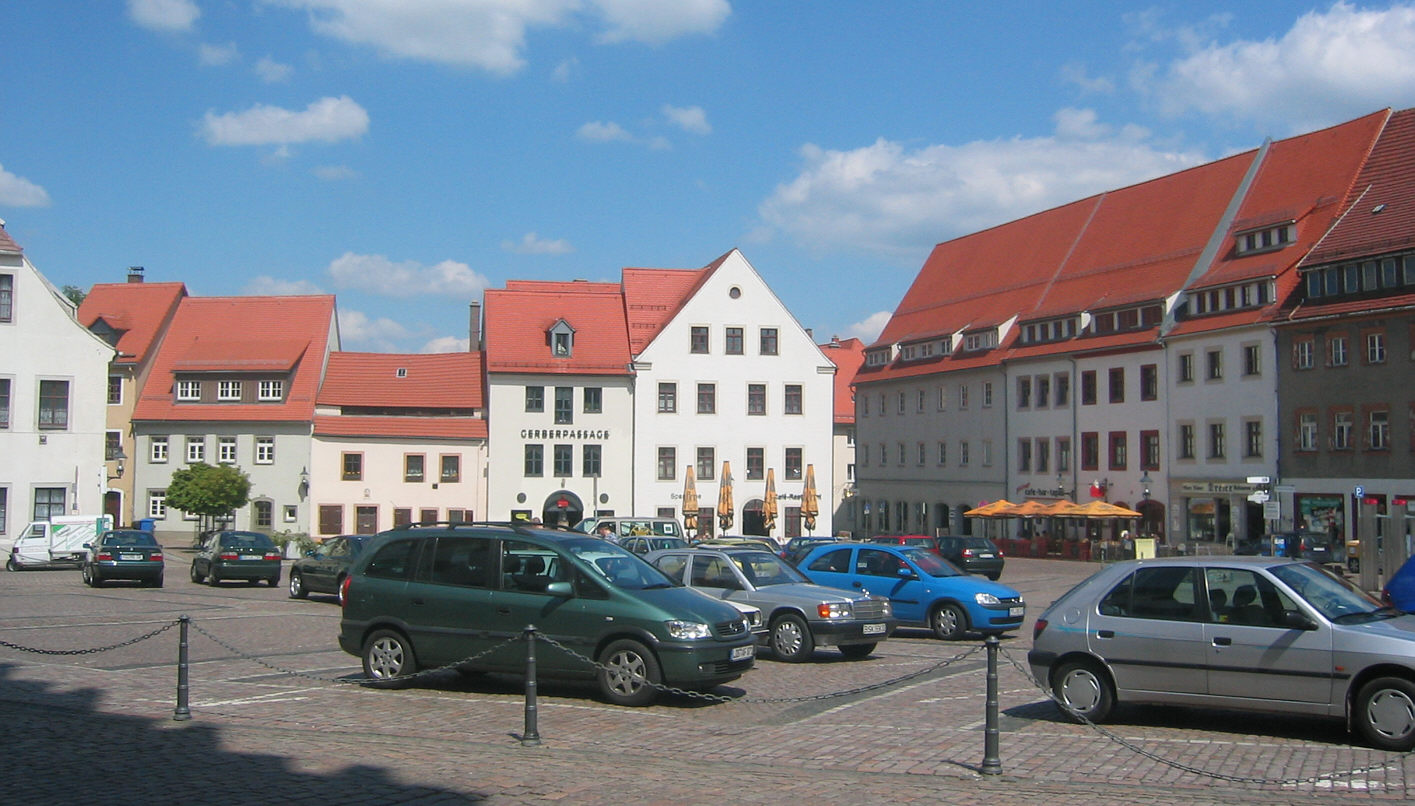
Ostecke zur Meißner Gasse (2004)

Der Untermarkt in Freiberg ist ein bedeutsamer Platz in der Bergstadt in Sachsen. Er hat die Form eines unregelmäßigen Vielecks und liegt auf einer Höhe von etwa 391 m ü. NN. Der Untermarkt bildete seit der frühesten Zeit der Stadt den Übergang von der so genannten Sächsstadt zum Burglehen.
Dominierendes Gebäude an seiner Südwestseite ist der Dom Sankt Marien, eine spätgotische obersächsische oder erzgebirgisch genannte Hallenkirche, die mit ihrem Chor in den Markt hineinragt. Der etwa 45 m hohe Giebel mit seinen Blendnischen und seinem Dachreiter (Gesamthöhe 51 m) schließt den Untermarkt optisch nach Südwesten ab.
An der Ecke Am Dom/Untermarkt bietet das mit seinem Giebel in Verlängerung des Domgiebels stehende, ebenfalls hochgotische Gebäude des ehemaligen Domherrenhofes oder auch Thümerei – heute Stadt- und Bergbaumuseum – einen weiteren optischen Anziehungspunkt. Dieses Gebäude entstand 1484 nach einem Stadtbrand. Das heutige Aussehen mit Treppengiebel, Blendnischen in den Giebelfeldern und Treppenturm entstand 1902. Nach der Reformation und der Säkularisation, als kein Domherr und kein Domherrenhof mehr benötigt wurden, diente das Gebäude als Lateinschule und später Gymnasium. In ihm wirkte vermutlich der Humanist, Arzt, Montanwissenschaftler, Mathematiker, Geodät, Astrologe Ulrich Rülein von Calw. Seit 1903 dient es als Museum.
Das Haus Untermarkt 1 war früher Dechantei; heute ist hier die Superintendentur untergebracht. Im Nachbarhaus Untermarkt 2 hatte der Dichter Theodor Körner seine Studierstube. Im Gebäude Untermarkt 21, dem ehemaligen Gasthaus „Goldene Pforte“ (siehe Goldene Pforte), wohnte der Domkantor Christoph Demantius.
Die meisten der anderen größeren und kleineren Gebäude stammen aus dem 16. Jahrhundert.
Siehe auch: Liste historischer und bedeutender Plätze und Straßen in Sachsen, Obermarkt (Freiberg)
Koordinaten: 50° 55′ 14″ N, 13° 20′ 40″ O